# Семенівське
Семе́нівське — село Амвросіївської міської громади Донецького району Донецької області, Україна.

## Загальні відомості
Відстань до райцентру становить близько 23 км і проходить автошляхом місцевого значення.
Землі села межують із територією с. Тарани Шахтарського району Донецької області.
Неподалік від села розташований регіональний ландшафтний парк Донецький кряж.
Унаслідок російської військової агресії із серпня 2014 р. Семенівське перебуває на території ОРДЛО.

## Населення
За даними перепису 2001 року населення села становило 129 осіб, із них 82,17 % зазначили рідною мову українську та 17,83 % — російську.